# 北大西洋公約組織旗
北大西洋公約組織旗（英語：Flag of the North Atlantic Treaty Organization）由一個深藍色背景、一個白色羅盤標誌和四條指向四個方位的白色線條組成。該旗幟於1953年10月14日北大西洋公約組織成立3年後正式採用，當中藍色象徵著北大西洋，而白色圓形則代表團結一致。

## 歷史

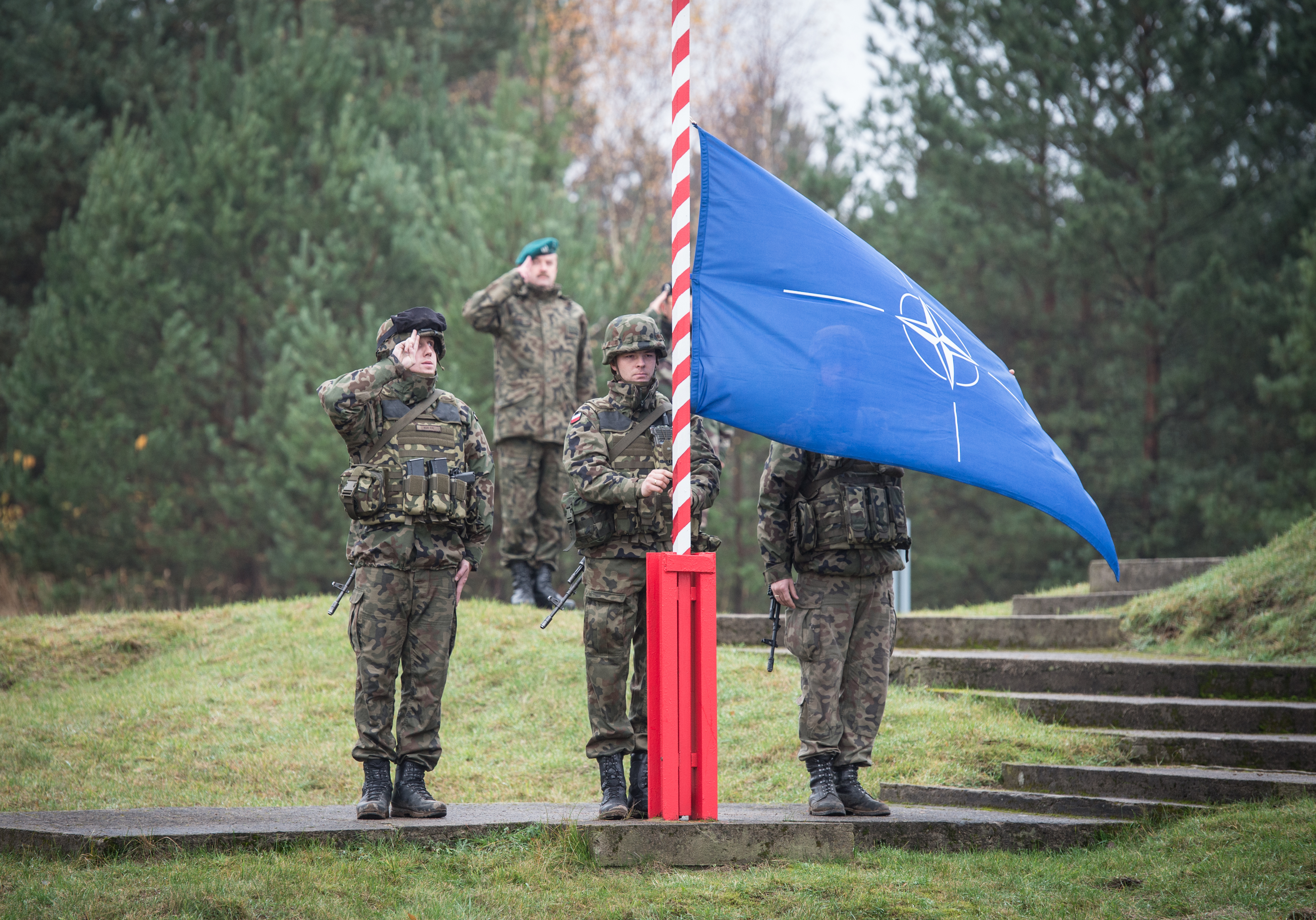
波蘭軍隊的士兵在演習場內升起北約旗

為了抵抗蘇聯的潛在威脅，12個北美洲和歐洲國家在1949年4月4日共同簽署北大西洋公約，北大西洋公約組織因而正式建立。該組織於差不多3年後打算採用一面能夠代表他們的旗幟，並決定成立一個資訊政策工作小組以負責這項工作。經過幾次會議後，該小組認為有必要使用一面包含其標誌的用旗，並把這項建議提交到北大西洋委員會以作考慮。
由於北大西洋委員會規定旗幟設計必須為「簡單和惹人注目的」，以及需要突出北大西洋公約之「和平目的」，因此該委員會曾經拒絕採納數個不符合這些規則的設計建議。最終新旗幟在1953年10月14日正式採用，並由北約首任秘書長第一代伊斯梅男爵海斯廷斯·伊斯梅（Hastings Ismay, 1st Baron Ismay）對外公佈。接著他於兩個星期後的10月28日再次向外詳細說明該旗幟的背後象徵意義，並形容這面旗幟是「簡單和無害的」。
但是，新用旗並不能普遍地受到人們歡迎。前任美國眾議院議員約翰·卓華斯·伍德（John Travers Wood）曾認為這面旗幟為「奇怪的和像一塊外星人使用的抹布」，他也談到一項未經證實的消息，即位於美國維吉尼亞州諾福克的大西洋最高同盟指揮部（Supreme Allied Commander Atlantic）總部上懸掛的北約旗據說曾被美國國旗取代。
1953年11月9日，北大西洋公約組織旗在法國巴黎舉行的大西洋展覽會開幕典禮上首次懸掛，但因為當日的講稿已經遺失，所以當時的活動詳情並不太清楚。

## 象徵意義
北大西洋公約組織旗帜由深蓝色和白色两种色彩所组成，其中深藍色背景代表北大西洋，而白色圓圈則象徵著北約各個成員國的團結。旗幟中間的羅盤表示沿著和平的道路前進，這也是各成員國的奮鬥目標。

## 外部連結
- 世界旗帜网（FOTW）的北大西洋公約組織旗資訊